# Psychotria schomburgkii
Psychotria schomburgkii är en måreväxtart som beskrevs av George Bentham. Psychotria schomburgkii ingår i släktet Psychotria och familjen måreväxter. Inga underarter finns listade i Catalogue of Life.